# 八代市
八代市（日语：／ Yatsushiro shi */?）為日本熊本縣南部的主要城市，也是熊本縣內人口第二多的城市，過去曾經是疊蓆的原料藺草的主要產地。境內約70%地區為山地，其餘地區為平原；日本三大急流之一的球磨川流經市內並注入八代海，主要市區也集中在球磨川的出海口附近。

## 歷史

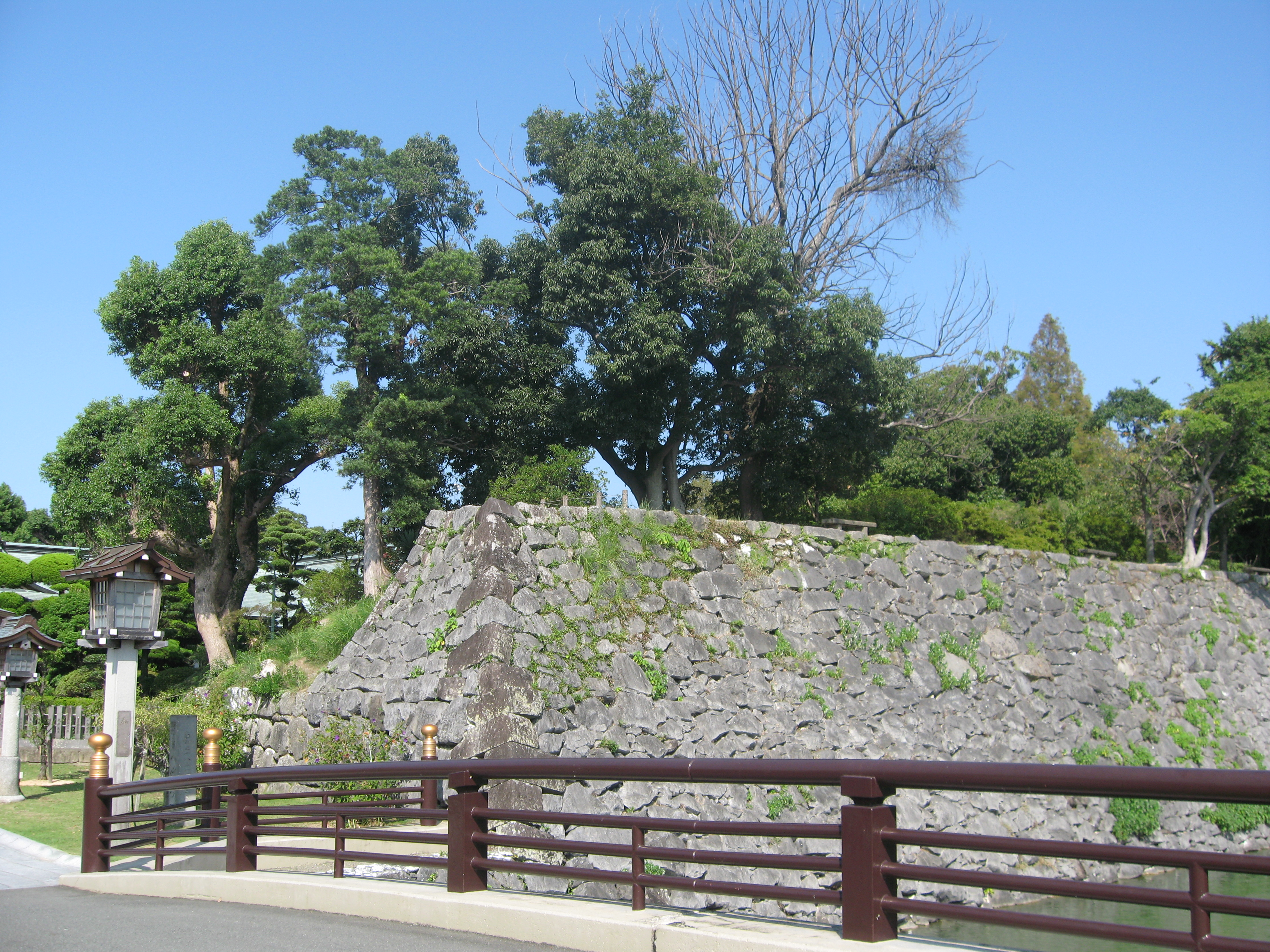
八代城遺址

在豐臣秀吉的九州征伐之後，分封至熊本城的加藤氏在當地建立麥島城。1619年麥島城因地震損壞，之後重新建造新的松江城（後更名為八代城），八代便以城下町的形式開始發展。細川氏擔任肥後的領主後，八代城成為細川氏的筆頭家老松井氏的3萬石領地，直到日本廢藩置縣。
明治時代開始建設八代港，並帶動了市區的工業化。

### 年表
- 1889年4月1日：實施町村制，現在的轄區在當時分屬：
  - 八代郡：八代町、松高村、太田鄉村、植柳村、高田村、金剛村、八千把村、宮地村、龍峯村、千丁村、鏡町、文政村、有佐村、下岳村	、栗木村、柿迫村、久連子村、椎原村、仁田尾村、葉木村、樅木村、下松求麻村、上松求麻村、北種山村、南種山村、小浦村、河俣村。
  - 葦北郡：百濟來村、二見村、日奈久村。
- 1902年4月1日：日奈久村改制為日奈久町。
- 1909年7月4日：在围垦取得的新土地成立郡築村
- 1923年11月1日：北種山村、南種山村、小浦村合併為種山村。
- 1928年9月1日：昭和村從千丁村分村。
- 1940年9月1日：八代町、太田鄉村、植柳村、松高村合併為八代市。
- 1943年4月1日：郡築村被併入八代市。
- 1950年7月1日：郡築村從八代市分村。
- 1954年4月1日：八千把村、高田村、金剛村被併入八代市。
- 1954年7月1日：郡築村被併入八代市。
- 1954年10月1日：下岳村、栗木村、柿迫村、久連子村、椎原村、仁田尾村、葉木村、樅木村合併為泉村。
- 1955年2月1日：
  - 鏡町、有佐村、文政村合併為鏡町。
  - 種山村和河俣村合併為東陽村。
- 1955年4月1日：宮地村與日奈久町被併入八代市。
- 1955年11月1日：調整與千丁村之間的邊界。
- 1956年4月1日：昭和村被併入八代市。
- 1957年1月1日：二見村被併入八代市。
- 1961年3月1日：龍峯村被併入八代市。
- 1961年4月1日：下松求麻村、上松求麻村、百濟來村合併為坂本村。
- 1976年9月1日：千丁村改制為千丁町。
- 2005年8月1日：八代市、千丁町、鏡町、坂本村、東陽村、泉村合併為新設置的八代市。[2]

### 變遷表
| 1889年以前 | 1889年4月1日 | 1889年 - 1926年       | 1926年 - 1944年         | 1945年 - 1954年         | 1945年 - 1954年         | 1955年 - 1988年         | 1989年 - 現在       | 現在                |
| ---------- | ------------ | --------------------- | ----------------------- | ----------------------- | ----------------------- | ----------------------- | ------------------- | ------------------- |
|            | 八代町       | 八代町                | 1940年9月1日 八代市     | 1940年9月1日 八代市     | 1940年9月1日 八代市     | 八代市                  | 2005年8月1日 八代市 | 2005年8月1日 八代市 |
|            | 松高村       |                       | 1940年9月1日 八代市     | 1940年9月1日 八代市     | 1940年9月1日 八代市     | 八代市                  | 2005年8月1日 八代市 | 2005年8月1日 八代市 |
|            | 太田鄉村     |                       | 1940年9月1日 八代市     | 1940年9月1日 八代市     | 1940年9月1日 八代市     | 八代市                  | 2005年8月1日 八代市 | 2005年8月1日 八代市 |
|            | 植柳村       |                       | 1940年9月1日 八代市     | 1940年9月1日 八代市     | 1940年9月1日 八代市     | 八代市                  | 2005年8月1日 八代市 | 2005年8月1日 八代市 |
|            | 高田村       | 高田村                | 高田村                  | 1954年4月1日 併入八代市 | 1954年4月1日 併入八代市 | 八代市                  | 2005年8月1日 八代市 | 2005年8月1日 八代市 |
|            | 金剛村       |                       |                         | 1954年4月1日 併入八代市 | 1954年4月1日 併入八代市 | 八代市                  | 2005年8月1日 八代市 | 2005年8月1日 八代市 |
|            | 八千把村     |                       |                         | 1954年4月1日 併入八代市 | 1954年4月1日 併入八代市 | 八代市                  | 2005年8月1日 八代市 | 2005年8月1日 八代市 |
| 郡築干拓地 | 郡築干拓地   | 1909年7月4日 郡築村   | 1933年4月1日 併入八代市 | 1950年7月1日 郡築村     | 1954年7月1日 併入八代市 | 八代市                  | 2005年8月1日 八代市 | 2005年8月1日 八代市 |
|            | 宮地村       | 宮地村                | 宮地村                  | 宮地村                  | 宮地村                  | 1955年4月1日 併入八代市 | 2005年8月1日 八代市 | 2005年8月1日 八代市 |
|            | 日奈久村     | 1902年4月1日 日奈久町 | 1902年4月1日 日奈久町   | 1902年4月1日 日奈久町   | 1902年4月1日 日奈久町   | 1955年4月1日 併入八代市 | 2005年8月1日 八代市 | 2005年8月1日 八代市 |
|            | 二見村       | 二見村                | 二見村                  | 二見村                  | 二見村                  | 1957年1月1日 併入八代市 | 2005年8月1日 八代市 | 2005年8月1日 八代市 |
|            | 龍峰村       | 龍峰村                | 龍峰村                  | 龍峰村                  | 龍峰村                  | 1961年3月1日 併入八代市 | 2005年8月1日 八代市 | 2005年8月1日 八代市 |
|            | 千丁村       | 千丁村                | 1928年6月28日 昭和村    | 1928年6月28日 昭和村    | 1928年6月28日 昭和村    | 1956年4月1日 併入八代市 | 2005年8月1日 八代市 | 2005年8月1日 八代市 |
| 千丁村     | 千丁村       | 千丁村                | 1976年9月1日 千丁町     |                         |                         |                         | 2005年8月1日 八代市 | 2005年8月1日 八代市 |
|            | 鏡町         | 鏡町                  | 鏡町                    | 鏡町                    | 鏡町                    | 1955年2月1日 鏡町       | 2005年8月1日 八代市 | 2005年8月1日 八代市 |
|            | 文政村       |                       |                         |                         |                         | 1955年2月1日 鏡町       | 2005年8月1日 八代市 | 2005年8月1日 八代市 |
|            | 有佐村       |                       |                         |                         |                         | 1955年2月1日 鏡町       | 2005年8月1日 八代市 | 2005年8月1日 八代市 |
|            | 下岳村       | 下岳村                | 下岳村                  | 1954年10月1日 泉村      | 1954年10月1日 泉村      | 1954年10月1日 泉村      | 2005年8月1日 八代市 | 2005年8月1日 八代市 |
|            | 栗木村       |                       |                         | 1954年10月1日 泉村      | 1954年10月1日 泉村      | 1954年10月1日 泉村      | 2005年8月1日 八代市 | 2005年8月1日 八代市 |
|            | 柿迫村       |                       |                         | 1954年10月1日 泉村      | 1954年10月1日 泉村      | 1954年10月1日 泉村      | 2005年8月1日 八代市 | 2005年8月1日 八代市 |
|            | 久連子村     |                       |                         | 1954年10月1日 泉村      | 1954年10月1日 泉村      | 1954年10月1日 泉村      | 2005年8月1日 八代市 | 2005年8月1日 八代市 |
|            | 椎原村       |                       |                         | 1954年10月1日 泉村      | 1954年10月1日 泉村      | 1954年10月1日 泉村      | 2005年8月1日 八代市 | 2005年8月1日 八代市 |
|            | 仁田尾村     |                       |                         | 1954年10月1日 泉村      | 1954年10月1日 泉村      | 1954年10月1日 泉村      | 2005年8月1日 八代市 | 2005年8月1日 八代市 |
|            | 葉木村       |                       |                         | 1954年10月1日 泉村      | 1954年10月1日 泉村      | 1954年10月1日 泉村      | 2005年8月1日 八代市 | 2005年8月1日 八代市 |
|            | 樅木村       |                       |                         | 1954年10月1日 泉村      | 1954年10月1日 泉村      | 1954年10月1日 泉村      | 2005年8月1日 八代市 | 2005年8月1日 八代市 |
|            | 上松求麻村   | 上松求麻村            | 上松求麻村              | 上松求麻村              | 上松求麻村              | 1961年4月1日 坂本村     | 2005年8月1日 八代市 | 2005年8月1日 八代市 |
|            | 下松求麻村   |                       |                         |                         |                         | 1961年4月1日 坂本村     | 2005年8月1日 八代市 | 2005年8月1日 八代市 |
|            | 百濟來村     |                       |                         |                         |                         | 1961年4月1日 坂本村     | 2005年8月1日 八代市 | 2005年8月1日 八代市 |
|            | 北種山村     | 1923年11月1日 種山村  | 1923年11月1日 種山村    | 1923年11月1日 種山村    | 1923年11月1日 種山村    | 1955年2月1日 東陽村     | 2005年8月1日 八代市 | 2005年8月1日 八代市 |
|            | 南種山村     | 1923年11月1日 種山村  | 1923年11月1日 種山村    | 1923年11月1日 種山村    | 1923年11月1日 種山村    | 1955年2月1日 東陽村     | 2005年8月1日 八代市 | 2005年8月1日 八代市 |
|            | 小浦村       | 1923年11月1日 種山村  | 1923年11月1日 種山村    | 1923年11月1日 種山村    | 1923年11月1日 種山村    | 1955年2月1日 東陽村     | 2005年8月1日 八代市 | 2005年8月1日 八代市 |
|            | 河俣村       |                       |                         |                         |                         | 1955年2月1日 東陽村     | 2005年8月1日 八代市 | 2005年8月1日 八代市 |

## 行政

### 歷任市長
| 屆數                 | 姓名     | 上任年月日    | 卸任年月日    | 備註         |
| 1-3                  | 坂田道男 | 1940年9月1日  | 1946年11月    |              |
| 4                    | 森下次雄 | 1946年12月    | 1947年4月4日  | 代理         |
| 5                    | 坂田昌亮 | 1947年4月5日  | 1951年4月4日  | 首任民選     |
| 6                    | 古閑清紀 | 1951年4月23日 | 1955年4月30日 |              |
| 7-8                  | 坂田道男 | 1955年5月1日  | 1963年4月30日 |              |
| 9                    | 松岡明   | 1963年5月1日  | 1967年4月30日 |              |
| 10-14                | 岩尾豊   | 1967年5月1日  | 1986年2月27日 | 任期中辭職   |
| 15                   | 木村健一 | 1986年4月13日 | 1990年4月12日 |              |
| 16-18                | 沖田嘉典 | 1990年4月13日 | 2002年3月1日  | 任期中辭職   |
| 19                   | 中島隆利 | 2002年4月7日  | 2005年7月31日 |              |
| 合併後新設置的八代市 |          |               |               |              |
| 臨時市長             | 木村征男 | 2005年8月1日  | 2005年9月4日  | 舊坂本村村長 |
| 1                    | 坂田孝志 | 2005年9月5日  | 2009年9月3日  |              |
| 2                    | 福島和敏 | 2009年9月4日  | 2013年9月3日  |              |
| 3                    | 中村博生 | 2013年9月4日  | 現任          |              |

## 交通

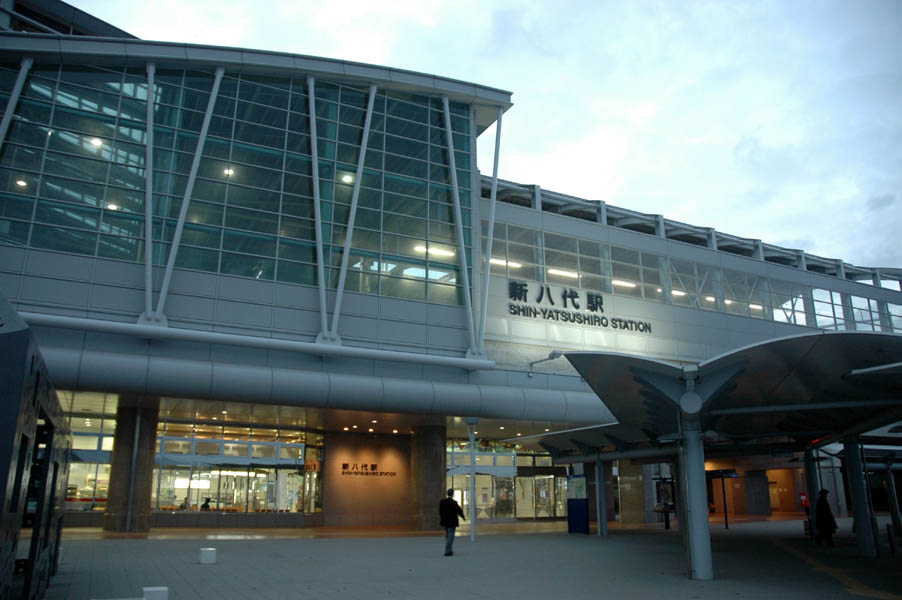
新八代車站

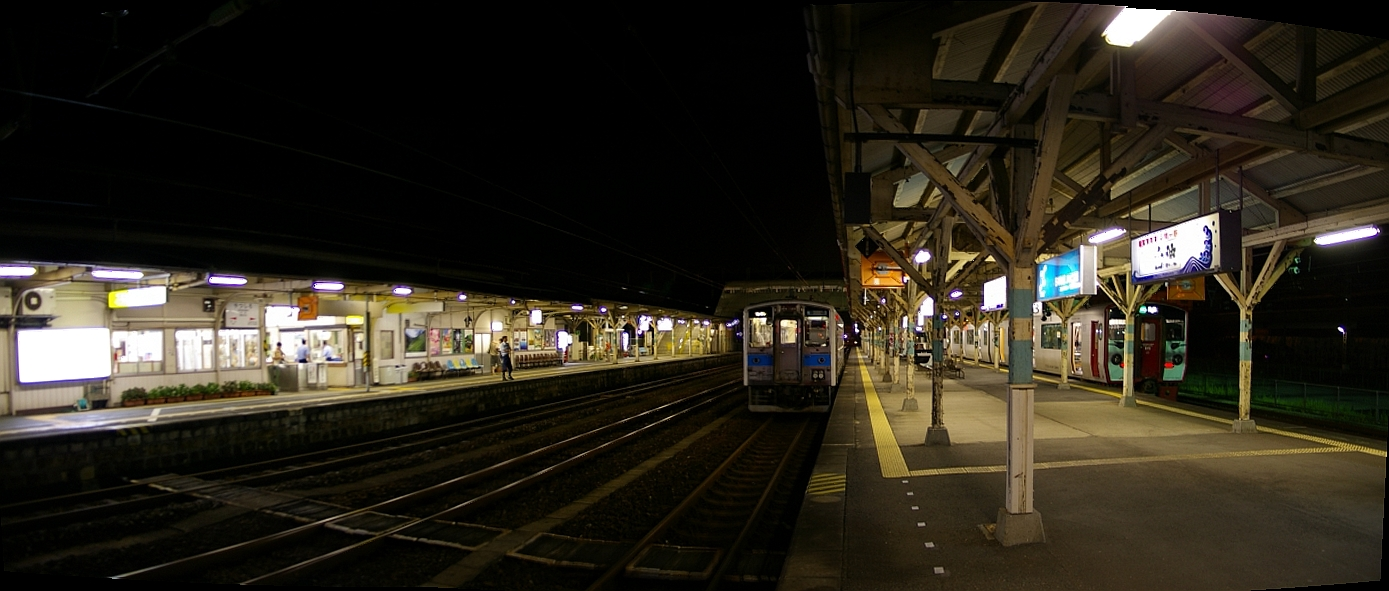
八代車站月台

### 鐵路
- 九州旅客鐵道
  - 九州新幹線：新八代車站
  - 鹿兒島本線：有佐車站 - 千丁車站 - 新八代車站 - 八代車站
  - 肥薩線：八代車站 - 段車站 - 坂本車站 - 葉木車站 - 鎌瀨車站 - 瀨戶石車站
- 肥薩橙鐵道
  - 肥薩橙鐵道線：八代車站 - 肥後高田車站 - 日奈久溫泉車站 - 肥後二見車站

### 道路
高速道路
- 九州自動車道：八代交流道 - 八代系統交流道 - 坂本休息區
- 南九州西回自動車道：八代系統交流道 - 八代南交流道 - 日奈久交流道

### 港口
- 八代港
  - 貨櫃國際定期航線：韓國釜山港
  - 渡輪：天草市松島

## 觀光資源

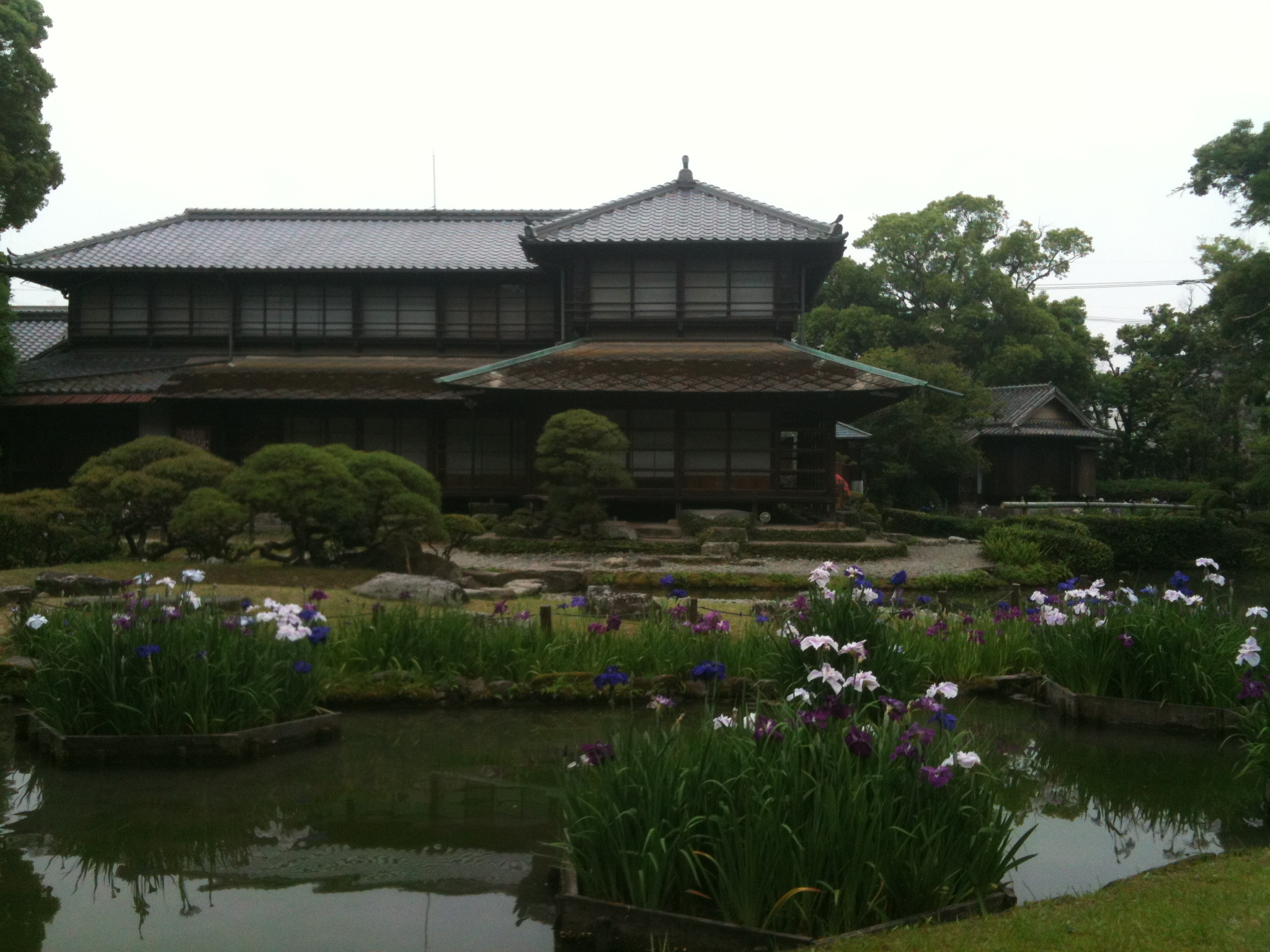
松濱軒

### 景點
- 日奈久溫泉
- 五家荘（日语：五家荘）
- 松浜軒（日语：松浜軒）：舊熊本藩八代城主濱御茶屋庭園
- 釈迦院（日语：釈迦院）
- 球磨川
- 医王寺（日语：医王寺）：木造薬師如来立像(国指定重要文化財)

## 教育

### 大學

#### 短期大學
私立
- 中九州短期大學

### 專科學校
- 八代實業專門學校
- IEC九州國際學院專門學校
- 八代市醫師會立八代看護學校
- 獨立行政法人勞動者健康福祉機構熊本勞災看護專門學校

### 高等學校
縣立
- 熊本縣立八代高等學校
- 熊本縣立八代東高等學校
- 熊本縣立八代工業高等學校
- 熊本縣立八代農業高等學校
  - 熊本縣立八代農業高等學校泉分校
- 熊本縣立八代清流高等學校

私立
- 秀岳館高等學校
- 八代白百合學園高等學校

#### 高等專門學校
國立
- 八代工業高等專門學校

### 中學校
市立
- 八代市立第一中學校
- 八代市立第二中學校
- 八代市立第三中學校
- 八代市立第四中學校
- 八代市立第五中學校

- 八代市立第六中學校
- 八代市立第七中學校
- 八代市立第八中學校
- 八代市立日奈久中學校
- 八代市立二見中學校

- 八代市立千丁中學校
- 八代市立鏡中學校
- 八代市立坂本中學校
- 八代市立東陽中學校
- 八代市立泉中學校

### 小學校
市立
- 八代市立植柳小學校
- 八代市立太田鄉小學校
- 八代市立郡築小學校
- 八代市立高田小學校
- 八代市立昭和小學校
- 八代市立代陽小學校
- 八代市立日奈久小學校
- 八代市立二見小學校

- 八代市立宮地小學校
- 八代市立宮地東小學校
- 八代市立麥島小學校
- 八代市立八代小學校
- 八代市立龍峯小學校
- 八代市立金剛小學校
  - 彌次分校
  - 敷川內分校

- 八代市立松高小學校
- 八代市立八千把小學校
  - 濱分校
- 八代市立千丁小學校
- 八代市立有佐小學校
- 八代市立鏡小學校
- 八代市立鏡西部小學校

- 八代市立文政小學校
- 八代市立八龍小學校
- 八代市立河俣小學校
- 八代市立種山小學校
  - 內之木場分校

- 八代市立泉第一小學校
- 八代市立泉第二小學校
- 八代市立泉第三小學校
- 八代市立泉第八小學校

### 特殊學校
- 八代市立八代養護學校

## 友好、姐妹城市

### 日本
- 早島町（岡山縣都窪郡）：於1978年4月13日締結為姊妹都市
- 十津川村（奈良縣吉野郡）
- 三好市（德島縣）

### 海外
- 北海市（中華人民共和國广西壮族自治区）：於1996年3月締結友好都市關係，2005年8月八代市進行合併之後，兩市市長再次承認了友好都市關係的存續。[3]
- 基隆市（中華民國）：於2018年4月19日締結友好都市關係，2020年3月八代港郵輪專用碼頭完成後，基隆市在3月22日首航，將與市民、遊客約4000人回訪八代市。

## 本地出身之名人

### 歷史上之名人
- 加藤正方
- 細川忠興
- 西山宗因
- 松井興長
- 松田喜一
- 岩永三五郎
- 緒方正規
- 島田彌市
- 橋本勘五郎

### 近代
文化
- 北八代：西洋畫家
- 福島雄次郎：作曲家
- 本村凌二：歴史学者
- 森岡賢一郎：作曲家、編曲家

藝人
- 石田惠理：女演員
- 井上亮：俳優
- 永島暎子：女演員
- 夏川結衣：女演員
- 逢川まさき：歌手
- 八代亞紀：演歌歌手

體育
- 柏田貴史：職業棒球選手
- 柏原純一：職業棒球選手
- 川本智德：職業棒球選手
- 釘谷肇：職業棒球選手
- 鹽崎真：職業棒球選手
- 園川一美：職業棒球選手
- 野田浩輔：職業棒球選手
- 野村裕二：職業棒球選手
- 松中信彥：職業棒球選手
- 村上誠一：職業棒球選手
- 山本光將：職業棒球選手
- 渡邊長助：職業棒球選手
- 森山大地：足球選手
- 陣內貴美子：羽球選手
- 白田山秀敏：大相撲力士
- 智之花伸哉：大相撲力士
- 吉王山修：大相撲力士

宗教
- 麻原彰晃：奧姆真理教創辦人

## 外部連結
- （日語） 官方网站
- （日語） 八代商工會議所（页面存档备份，存于）
- （日語） 八代地域振興局
- OpenStreetMap上有關八代市的地理